# Белуга (аэропорт)
Аэропорт Белуга (англ. Beluga Airport), (ИАТА: BVU, ИКАО: PABG, FAA LID: BLG) — частный гражданский аэропорт, расположенный в районе Белуга (Аляска), США.. Находится в собственности и под управлением компании ARCO Alaska, Inc.
По данным статистики Федерального управления гражданской авиации США услугами Аэропорта Белуга в 2006 году воспользовалось 6308 пассажиров, что на 43 % больше аналогичного показателя за 2006 год (4407 человек).

## Операционная деятельность
Аэропорт Белуга располагается на высоте 40 метров над уровнем моря и эксплуатирует две взлётно-посадочные полосы:
- 18/36 размерами 1524 x 30 метров с гравийным покрытием;
- 9/27 размерами 732 x 18 метров с гравийным покрытием.[1]

За период с 15 января 1993 года по 15 января 1994 года Аэропорт Белуга обработал 5 600 операций взлётов и посадок самолётов (15 операций ежедневно). Из них 91 % пришлось на авиацию общего назначения и 9 % составили рейсы аэротакси.